# Makaleng
Makaleng – wieś w Botswanie w dystrykcie North East. Według spisu ludności z 2011 roku wieś liczyła 1256 mieszkańców.